# Red Allen
Henry Allen, detto Red (New Orleans, 7 gennaio 1906 – New York, 17 aprile 1967), è stato un trombettista statunitense.

## Biografia
Henry James Allen nacque ad Algiers, nelle vicinanze di New Orleans, figlio del famoso band leader Henry Allen.
Prese molto presto le prime lezioni di tromba da Peter Bocage e Manuel Manetta. Divenne professionista appena maggiorenne, nel 1924, suonando con l'Excelsior Brass Band, e con le jazz band di Sam Morgan, George Lewis e John Casimir e anche sulle navi da crociera del Mississippi.
Nel 1927 si recò a New York, dove fu scritturato dalla famosa band di King Oliver e dove incise i primi lavori discografici con Clarence Williams.
Dopo un breve ritorno a New Orleans per lavorare con le band di Fate Marable e Fats Pichon, gli fu offerto un contratto con la Victor Records e ritornò a New York, dove si unì alla band di Luis Russell, frequentata in quegli anni anche da Louis Armstrong, che ebbe dunque modo di conoscere.
La sua musica fu certamente influenzata da Louis Armstrong, ma molti critici gli riconobbero un talento personale, tanto che furono varie le sue registrazioni ad ottenere grande considerazione. Dal 1929 al 1934 divenne un apprezzato solista della Luis Russell's Orchestra. Nel frattempo, nel 1931, fece una serie di incisioni con Don Redman.
Nel 1934 si unì alla Fletcher Henderson's Orchestra e alla band di Lucky Millinder fino al 1937, quando ritornò all'orchestra di Luis Russell, sino allo scoppio della seconda guerra mondiale.
Negli anni seguenti Red Allen continuò ad incidere con notissimi musicisti quali Fats Waller, Jelly Roll Morton, Victoria Spivey, Billie Holiday e Benny Goodman.
Verso il 1950 iniziò a dirigere una propria band e per molti anni attraversò in lungo e in largo gli Stati Uniti.
La sua carriera ebbe un grande impulso quando vinse il Down Beat Award, sia nella categoria jazz tradizionale, sia in quella jazz moderno, a testimonianza della sua grande versatilità musicale.
Nel dicembre 1957 divenne una star del jazz grazie ad alcune sue apparizioni nel leggendario show televisivo "Sound of Jazz", considerato negli Stati Uniti uno dei migliori programmi televisivi sul jazz di sempre.
Nel 1959 si unì alla Kid Ory Band, con la quale fece la sua prima tournée in Europa. Continuò ancora a dirigere la propria band e a compiere vari tour in USA e in Europa sino alla morte, avvenuta il 17 aprile 1967 a New York.

## Discografia
- - 1929-33 - The Chronological (Classics #540, 1990)
  - 1935-36 - The Chronological (Classics #575, 1990)
  - 1936-37 - The Chronological (Classics #590, 1990)
  - 1937-41 - The Chronological (Classics #628, 1990)
  - 1944-47 - The Chronological (Classics #1067, 1990)
  - 1957.07 - Red Allen, feat. Kid Ory & Jack Teagarden at Newport (Verve, 1957)
  - 1957.03 - Ride, Red, Ride in Hi-Fi (RCA Victor, 1957) reissued as World on a String (RCA, 1991)
  - 1957.05 - Dixiecats (Roulette, 1957)
  - 1957 - Stormy Weather (Jazz Groove, ?)
  - 1957.12 - High Standards, (Jass Records, 1987CD version) with Coleman Hawkins
  - 1958 - High Standards, (Jass Records, 1987CD version) with Coleman Hawkins
  - 1960.11 - Plays King Oliver (Verve, ?)
  - 1960.11 - Stuyvesant Casino Nights (Stycon, ?)
  - 1961.09 - Live at the London House (Fanfare, ?)
  - 1962.03 - Rare Red Allen Trio performances (Flutegroove, ?)
  - 1962.06 - Mr. Allen (Swingville, 1962)
  - 1963 - Nice! (Phoenix, ?)
  - 1965.06 - Feeling Good (Columbia, ?)
  - 1967 - with the Alex Welsh Band (Jazzology, ?
  - 1968 - The College Concert with Pee Wee Russell (Impulse!, 1968)